# Jean-Michel Vanasse
Pour les articles homonymes, voir Vanasse.
Jean-Michel Vanasse, né en 1983 à Repentigny au Québec, est un journaliste spécialisé en matière de nouvelles technologies. Il est depuis 2014 producteur et animateur de l'émission Planète techno sur la chaîne ICI-Explora, et chroniqueur consommation à l'émission Marina diffusée à ICI Radio-Canada.
En 2021, il co-anime la série Sexe + Techno à Unis TV. Depuis 2025, il anime la série jeunesse, Baseball: L'Académie à RDS. 

## Carrière
Jean-Michel Vanasse a travaillé à l'émission Salut, Bonjour week-end à TVA. Avant de se joindre à cette équipe, il était au Grand Journal de TQS, le bulletin de nouvelles. Avant d'être journaliste, il était recherchiste. Il a fondé sa propre entreprise   puis JMV Médias, qui a produit entre autres le documentaire Hors-Piste, diffusée sur ICI-Explora et TV5 Monde.
On peut aussi l'entendre régulièrement à la radio, notamment au 98,5 FM.
En début de carrière, il a été l'un des plus jeunes journalistes embauchés à TQS-Montréal. De l'émission pour ados Le Petit Journal, il devient journaliste spécialisé en nouvelles technologies au Grand Journal avec Jean-Luc Mongrain. À la suite de la fermeture du service de l'information de TQS en juin 2008, il lance la première émission québécoise techno diffusée entièrement sur le net, le Journal Techno. Le Journal Techno a été en nomination au gala des prix Gémeaux 2009 dans la catégorie Meilleure émission ou série originale produite pour les nouveaux médias : affaires publiques, documentaire, magazine ou sport.
Il a collaboré au portail francophone MSN.ca de 2009 à 2013.
En mars 2010, le Journal Techno passe du web à la télé. La station V a diffusé l'émission durant 9 saisons avant d'y mettre fin en mai 2014. Depuis, Jean-Michel Vanasse anime Planète Techno  à l'antenne de ICI Explora de Radio-Canada,. 
En mai 2010, Jean-Michel Vanasse remporte le prix du public au Festival international de la WebTV de La Rochelle en France,. En 2016, JMV Médias a aussi remporté le prix Artiste/Artisan au Gala Distinction organisé par la Chambre de commerce de la MRC L'Assomption.